# The Ultimate Fighter 18 Finale
The Ultimate Fighter 18 Finale（ジ・アルティメット・ファイター・エイティーン・フィナーレ、別名The Ultimate Fighter: Team Rousey vs. Team Tate Finale）は、アメリカ合衆国の総合格闘技団体「UFC」の大会の一つ。本大会はリアリティ番組「The Ultimate Fighter」シーズン18のフィナーレとして、2013年11月30日、ネバダ州ラスベガスのマンダレイ・ベイ・イベント・センターで開催された。

## 大会概要
本大会ではThe Ultimate Fighter 18トーナメント決勝が行われ、女子バンタム級はジュリアナ・ペーニャ、バンタム級はクリス・ホルズワースがそれぞれ優勝を果たした。メインイベントではグレイ・メイナードとネイト・ディアスによるライト級ワンマッチが組まれ、ディアスがメイナードをパンチで倒してTKO勝利を収めた。
元ボクシング女子世界王者ジェシカ・ラコージーがUFCデビュー。

## 試合結果

### アーリープレリム
第1試合 57.8kg契約ワンマッチ 5分3R
○  ジョシュ・サンポ vs.  ライアン・ベノイット ×
2R 4:31 リアネイキドチョーク
※サンポの体重超過によりフライ級から変更。

### プレリミナリーカード
第2試合 ウェルター級ワンマッチ 5分3R
○  ショーン・スペンサー vs.  ドリュー・ドーバー ×
3R終了 判定3-0（30-27、30-27、30-27）
第3試合 ヘビー級ワンマッチ 5分3R
○  ジャレッド・ロショルト vs.  ウォルト・ハリス ×
3R終了 判定3-0（29-28、29-28、29-28）
第4試合 フェザー級ワンマッチ 5分3R
○  トム・ニーニマキ vs.  ハニ・ヤヒーラ ×
3R終了 判定2-1（29-28、28-29、30-27）
第5試合 フェザー級ワンマッチ 5分3R
○  アキラ・コラサニ vs.  マキシモ・ブランコ ×
1R 0:25 反則（グラウンドの膝蹴り）

### メインカード
第6試合 女子バンタム級ワンマッチ 5分3R
○  ラケル・ペニントン vs.  ロクサン・モダフェリ ×
3R終了 判定3-0（30-27、30-27、29-28）
第7試合 女子バンタム級ワンマッチ 5分3R
○  ジェサミン・デューク vs.  ペギー・モーガン ×
3R終了 判定3-0（30-27、30-27、30-27）
第8試合 TUF 18バンタム級トーナメント 決勝 5分3R
○  クリス・ホルズワース vs.  デイヴィッド・グラント ×
2R 2:10 リアネイキドチョーク
※ホルズワースがトーナメント優勝。
第9試合 TUF 18女子バンタム級トーナメント 決勝 5分3R
○  ジュリアナ・ペーニャ vs.  ジェシカ・ラコージー ×
1R 4:59 TKO（マウントパンチ）
※ペーニャがトーナメント優勝。
第10試合 ライト級ワンマッチ 5分5R
○  ネイト・ディアス vs.  グレイ・メイナード ×
1R 2:38 TKO（スタンドパンチ連打）

### 各賞
ファイト・オブ・ザ・ナイト： ジョシュ・サンポ vs. ライアン・ベノイット
ノックアウト・オブ・ザ・ナイト： ネイト・ディアス
サブミッション・オブ・ザ・ナイト： クリス・ホルズワース
各選手にはボーナスとして5万ドルが支給された。

### カード変更
負傷などによるカードの変更は以下の通り。
- ザック・カミングス → ドリュー・ドゥバー（第2試合）

- デメトリアス・ジョンソン vs. ジョセフ・ベナビデス → UFC on FOX 9に移動

- ザック・カミングス vs. セルジオ・モラエス → モラエスの負傷により中止